# Roger Kenyon
Roger Kenyon (Blackpool, 4 gennaio 1949) è un ex calciatore inglese, di ruolo difensore.

## Carriera
Militante nell'Everton dal 1966 al 1979, si è laureato campione d'Inghilterra nell'annata 1969-1970. In totale, con la maglia delle Toffees, ha collezionato 267 presenze e 6 reti. Nel luglio 1979 viene ufficializzato il suo passaggio ai canadesi dei Vancouver Whitecaps. Tuttavia nel mese di ottobre, dopo solamente 10 presenze, fa ritorno in patria accasandosi al Bristol City. Questa esperienza, però, è molto deludente per Kenyon, tant'è che nel gennaio 1980 fa ritorno in Canada.  Si ritira dal calcio giocato nel 1984 dopo una parentesi incolore con il Blackpool e un biennio all'Altrincham.

## Palmarès

### Club

#### Competizioni nazionali
- Campionato inglese: 1

Everton: 1969-1970